# Coelioxys circumscripta
Coelioxys circumscripta is een vliesvleugelig insect uit de familie Megachilidae. De wetenschappelijke naam van de soort is voor het eerst geldig gepubliceerd in 1906 door Schulz.